# Partita
Als Partita (von italienisch partire = teilen, zerteilen, abteilen) wird in der Musik einerseits eine Folge von instrumentalen Tanzsätzen bezeichnet, wobei Partita hier einen Alternativbegriff zur barocken Suite darstellt. Andererseits meint Partita in der Musik auch eine Folge von Variationen. 

## Variationssatz
Gegen Ende des 16. Jahrhunderts sowie im 17. Jahrhundert zielte der Begriff zunächst auf das Gestaltungsprinzip der variierenden Wiederholung, bei welcher eine Melodie oder eine Basslinie mehrmals wiederholt wird, dabei jedoch auf verschiedenste Arten verändert und variiert wird. Partita meinte in diesem Zusammenhang primär einen einzelnen Variationssatz als Formteil des Werkganzen, gelegentlich aber auch die gesamte Variationenreihe, also das Werk an sich.
Eine sehr frühe Verwendung des Begriffs findet sich beispielsweise in Vincenzo Galileis Libro d’intavolatura di liuto von 1584, wo er von einer Romanesca undecima con cento parti, oder vom passamezzo sesto con parti spricht. Parti sind hier verzierte Folgen einer zuvor präsentierten kurzen Melodie, also variierte Teile einer Gesamtkomposition. Die Partita, welche zunächst häufig für Zupf- oder Tasteninstrumente komponiert wurde, steht somit in engem Zusammenhang mit Ostinato-Variationen wie der Folia, der Romanesca oder der Chaconne, bei welchen stets eine Basslinie die Grundlage der Variation darstellt. Soll hingegen eine Melodie die Vorlage für die Variationspartiten bilden, so dienten im 17. Jahrhundert meist volkstümliche Melodien diesem Zweck. Beispiele hierfür sind Girolamo Frescobaldis Partite 8 sopra l’Aria di Ruggiero, seine Partite 6 sopra l’aria di Monicha, oder Johann Jakob Froberger Partita auff die Mayerin. Variations-Kompositionen, die den Namen Partita nicht im Titel tragen, enthalten diese Bezeichnung dafür gelegentlich im Werk selbst als Synonym für „Variation“, so zum Beispiel in Frescobaldis Aria detta la Frescobalda.
Gegen Ende des 17. Jahrhunderts ergänzte dann das deutsche Kirchenlied die Tänze und Liedmelodien als Grundlage solcher Partiten, wodurch sich eine neue Art der Partita herausbildete: die Choralpartita, bei welcher dem Choralthema figurierte Variationen folgen. Sie wird zum prominentesten Vertreter der Variations-Partita schlechthin. Bedeutende Komponisten schufen Stücke dieser Art, so etwa Johann Pachelbel (Choralpartita Was Gott tut, das ist wohlgetan, P 379) oder Johann Sebastian Bach (Choralvariationen Christ, der du bist der helle Tag, BWV 766, Ach, was soll ich Sünder machen, BWV 770).

## Folge von Tanzsätzen
Da sich Melodie-Variationen zunehmend den gängigen Tanzsatz-Typen wie der Allemande, Courante, Sarabande etc. anglichen, da sich also die Elemente der Variation an den musikalischen Charakteristiken der beliebten Tanzsätze orientierten, erlangte der Begriff der Partita eine neue, zusätzliche Bedeutung. Nicht länger meinte er die beliebige einzelne Variation in einem Gesamtwerk, sondern vielmehr das Gesamtwerk selbst, welches aus tanzsatz-artigen Einzelsätzen bestand. Schon Frescobaldi orientierte einige seiner Variationen an geläufigen Tanzcharakteren, wie etwa die Terza Parte: Gagliarda und die Quinte Parte: Corrente in seiner Aria detta la Frescobalda.

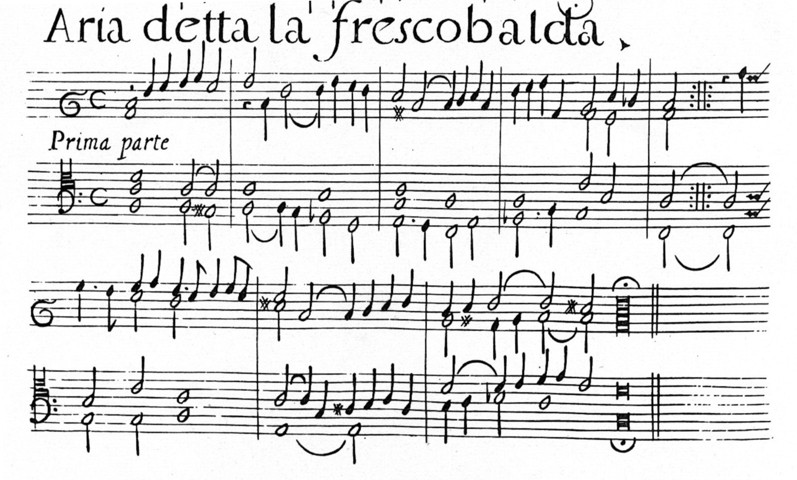
Aria frescobalda

Damit kam der Begriff Partita jenem der Suite gleich, der ebenfalls ein Sammelbegriff für die Folge verschiedener Tanzsätze darstellte. In diesem Sinne sind Partiten mitunter nichts anderes als Suiten. Der Suiten-Begriff stammt dabei aus der französischen Musik, wohingegen der Partita-Begriff italienischen Ursprungs ist. Auch Johann Sebastian Bach benutze den Partita-Begriff ausgiebig im Sinne der Suite. Seine Clavierübung und seine Partiten für Violine solo zeugen von diesem Begriffsverständnis.